# Kunac
Kunac je srpsko prezime u selu Kričke kod Drniša u Dalmaciji, kao i hrvatsko prezime u Potravlju kod Sinja. Kunac je naziv za kunića u tim krajevima. 